# Burustruikzanger
De burustruikzanger (Locustella disturbans) is een zangvogel uit de familie Locustellidae.

## Verspreiding en leefgebied
Deze soort komt voor op het Indonesische eiland Buru.

## Status
De grootte van de populatie is in 2021 geschat op 14.000-28.000 volwassen vogels. Op de Rode lijst van de IUCN heeft deze soort de status niet bedreigd.